# Torpedo marmorata
La raya torpedo o tembladera (Torpedo marmorata) es una especie de raya eléctrica de la familia Torpedinidae que se encuentra en las aguas costeras del Océano Atlántico.

## Características
Posee un disco pectoral redondeado con dos aletas dorsales moderadamente grandes y redondeadas  y una cola musculosa y robusta con una aleta caudal bien desarrollada. El cuerpo es grueso y flácido, con una piel suave y suelta desprovista de dentículos dérmicos y espinas. En la base de las aletas pectorales hay un par de órganos eléctricos en forma de riñón. La boca, las narinas y los cinco pares de hendiduras branquiales están localizados debajo del disco.
La raya torpedo jaspeada (Torpedo marmorata) ha sido recientemente evaluada para la Lista Roja de Especies Amenazadas de la UICN en 2020.
Torpedo marmorata está clasificada como Vulnerable según los criterios A2bd.
El nombre viene del latín "torpere", agarrotarse o ser paralizado, refiriéndose al efecto en alguien que manipula o pisa a una raya eléctrica viva.